# Móvil perpetuo

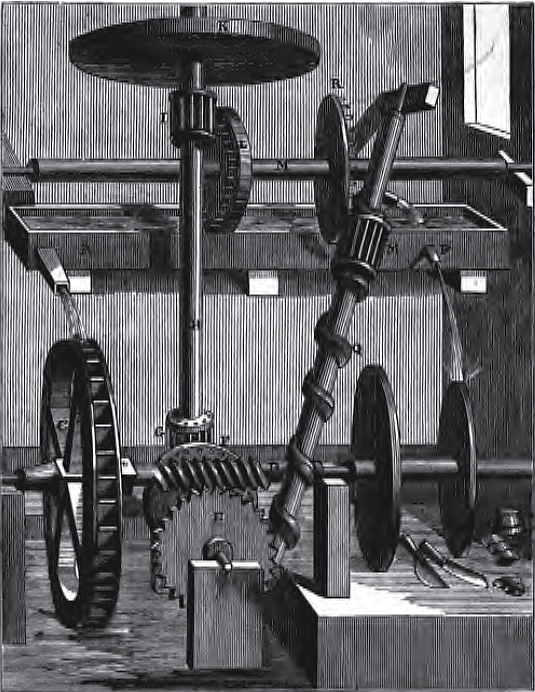
Un «tornillo de agua» ideado por Robert Fludd en 1618, máquina de movimiento perpetuo en un grabado en madera de 1660. Pese a que el invento nunca funcionaría, se ideó como un posible intento de emplear una de esas máquinas para operar piedras de moler: El agua del tanque superior hace girar una rueda hidráulica (abajo a la izquierda) la cual mueve un complejo engranaje y ejes que impulsan un tornillo de Arquímedes (desde abajo al centro hasta arriba a la derecha) para bombear agua para rellenar el tanque. El movimiento de la rueda hidráulica mueve otras dos ruedas (abajo a la derecha) y es mostrada con suficiente suministro de agua para su lubricación.

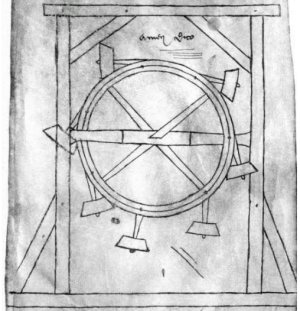
Móvil perpetuo de Villard de Honnecourt, ca. 1230.

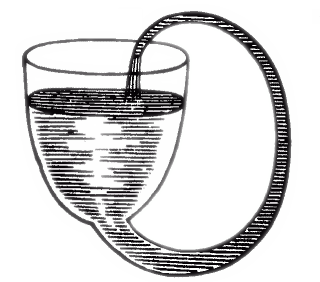
Frasco de autollenado de Robert Boyle.

El móvil perpetuo (en latín: perpetuum mobile) es una máquina hipotética que sería capaz de continuar funcionando eternamente, después de un impulso inicial, sin necesidad de energía externa adicional. Se basa en la idea de la conservación de la energía. Su existencia violaría teóricamente el segundo principio de la termodinámica, por lo que se considera un objeto imposible. El hecho de impulsar un móvil sin energía externa es imposible, debido a que la energía se disipa de varias formas, principalmente en forma de calor, que es lo que produciría la máquina al estar en movimiento.
Dado que los principios de la termodinámica son algunos de los más comprobados y estables a lo largo de siglos de la física, las propuestas de movimiento perpetuo serias son siempre desdeñadas. Con frecuencia, este tipo de máquinas son utilizadas por los físicos como una forma de poner a prueba sus conocimientos, demostrando, sin utilizar la termodinámica, que no puede funcionar. Además, es frecuente la aparición de «paradojas», al imaginarse experimentos mentales que parecen mostrar móviles perpetuos; invariablemente se trata de errores de comprensión de las leyes de la física, por lo que resultan muy instructivas.
Este tipo de ideas son adoptadas principalmente por círculos religiosos, ocultistas o pseudocientíficos, creyentes de fuentes de energía inagotable.

## Clasificación
Se dividen en dos categorías, según el principio de termodinámica que violen:
- Móvil perpetuo de primera especie, toda máquina que funciona perpetuamente y produce trabajo, sin ninguna entrada externa de energía, y sujeta a ninguna pérdida, pasando el tiempo la máquina seguirá funcionando sin detenerse.[1]
- Móvil perpetuo de segunda especie, toda máquina que funciona periódicamente, la cual transforma el total de la energía, en otro tipo (mecánica, eléctrica, etc.), sin pérdida alguna en el proceso.[1]

## Principios básicos
Oh, buscadores del movimiento perpetuo, ¿cuántas quimeras vanas habéis perseguido? Id y tomad vuestro lugar con los alquimistas.
Leonardo da Vinci, 1494 

Existe un consenso científico en que el movimiento perpetuo en un sistema aislado viola la primera ley de la termodinámica, la segunda ley de la termodinámica, o ambas. La primera ley de la termodinámica es una versión de la ley de conservación de la energía. La segunda ley puede enunciarse de varias maneras, la más intuitiva de las cuales es que el calor fluye espontáneamente de los lugares más calientes a los más fríos; lo relevante aquí es que la ley observa que en todo proceso macroscópico existe fricción o algo parecido; otra afirmación es que ninguna máquina de calor (un motor que produce trabajo mientras mueve calor de una temperatura alta a una baja) puede ser más eficiente que una máquina de calor de Carnot que funcione entre las mismas dos temperaturas.
En otras palabras:
1. En cualquier sistema aislado, no se puede crear nueva energía (ley de conservación de la energía). En consecuencia, el rendimiento térmico-la potencia de trabajo producida dividida por la potencia calorífica de entrada-no puede ser mayor que uno.
2. La potencia de trabajo de salida de las máquinas térmicas es siempre inferior a la potencia calorífica de entrada. El resto de la energía térmica suministrada se pierde en forma de calor en el entorno. Por lo tanto, el rendimiento térmico tiene un máximo, dado por el rendimiento de Carnot, que siempre es inferior a uno.
3. El rendimiento de los motores térmicos reales es incluso inferior al rendimiento de Carnot debido a la irreversibilidad derivada de la velocidad de los procesos, incluida la fricción.

Las afirmaciones 2 y 3 se aplican a los motores térmicos. Otros tipos de motores que convierten, por ejemplo, energía mecánica en electromagnética, no pueden funcionar con una eficiencia del 100%, porque es imposible diseñar ningún sistema que esté libre de disipación de energía.
Las máquinas que cumplen ambas leyes de la termodinámica accediendo a la energía de fuentes no convencionales se denominan a veces máquinas de movimiento perpetuo, aunque no cumplen los criterios estándar para recibir este nombre. A modo de ejemplo, se han diseñado relojes y otras máquinas de baja potencia, como el reloj de Cox, para funcionar con las diferencias de presión barométrica o temperatura entre la noche y el día. Estas máquinas tienen una fuente de energía, aunque no sea evidente, por lo que sólo parecen violar las leyes de la termodinámica.
Incluso las máquinas que extraen energía de fuentes de larga vida -como las corrientes marinas- se agotarán cuando lo hagan inevitablemente sus fuentes de energía. No son máquinas de movimiento perpetuo porque consumen energía de una fuente externa y no son sistemas aislados.

### Clasificación
Una clasificación de las máquinas de movimiento perpetuo se refiere a la ley particular de la termodinámica que las máquinas pretenden violar:
- Una máquina de movimiento perpetuo de primer tipo produce trabajo sin aporte de energía. Por lo tanto, viola la primera ley de la termodinámica: la ley de conservación de la energía.
- Una máquina de movimiento perpetuo de segundo tipo es una máquina que convierte espontáneamente energía térmica en trabajo mecánico. Cuando la energía térmica es equivalente al trabajo realizado, esto no viola la ley de conservación de la energía. Sin embargo, sí viola la más sutil segunda ley de la termodinámica en un proceso cíclico (véase también entropía). La firma de una máquina de movimiento perpetuo del segundo tipo es que sólo hay un depósito de calor implicado, que se enfría espontáneamente sin implicar una transferencia de calor a un depósito más frío. Esta conversión de calor en trabajo útil, sin ningún efecto secundario, es imposible, según la segunda ley de la termodinámica.
- Una máquina de movimiento perpetuo del tercer tipo suele ser (pero no siempre)[5] definido como aquel que elimina por completo la fricción y otras fuerzas disipativas, para mantener el movimiento para siempre debido a la inercia de su masa (Tercera en este caso se refiere únicamente a la posición en el esquema de clasificación anterior, no a la tercera ley de la termodinámica). Es imposible fabricar una máquina así,[6][7] ya que la disipación nunca puede eliminarse por completo en un sistema mecánico, por mucho que un sistema se acerque a este ideal (véanse ejemplos en la sección Baja fricción).

### Imposibilidad

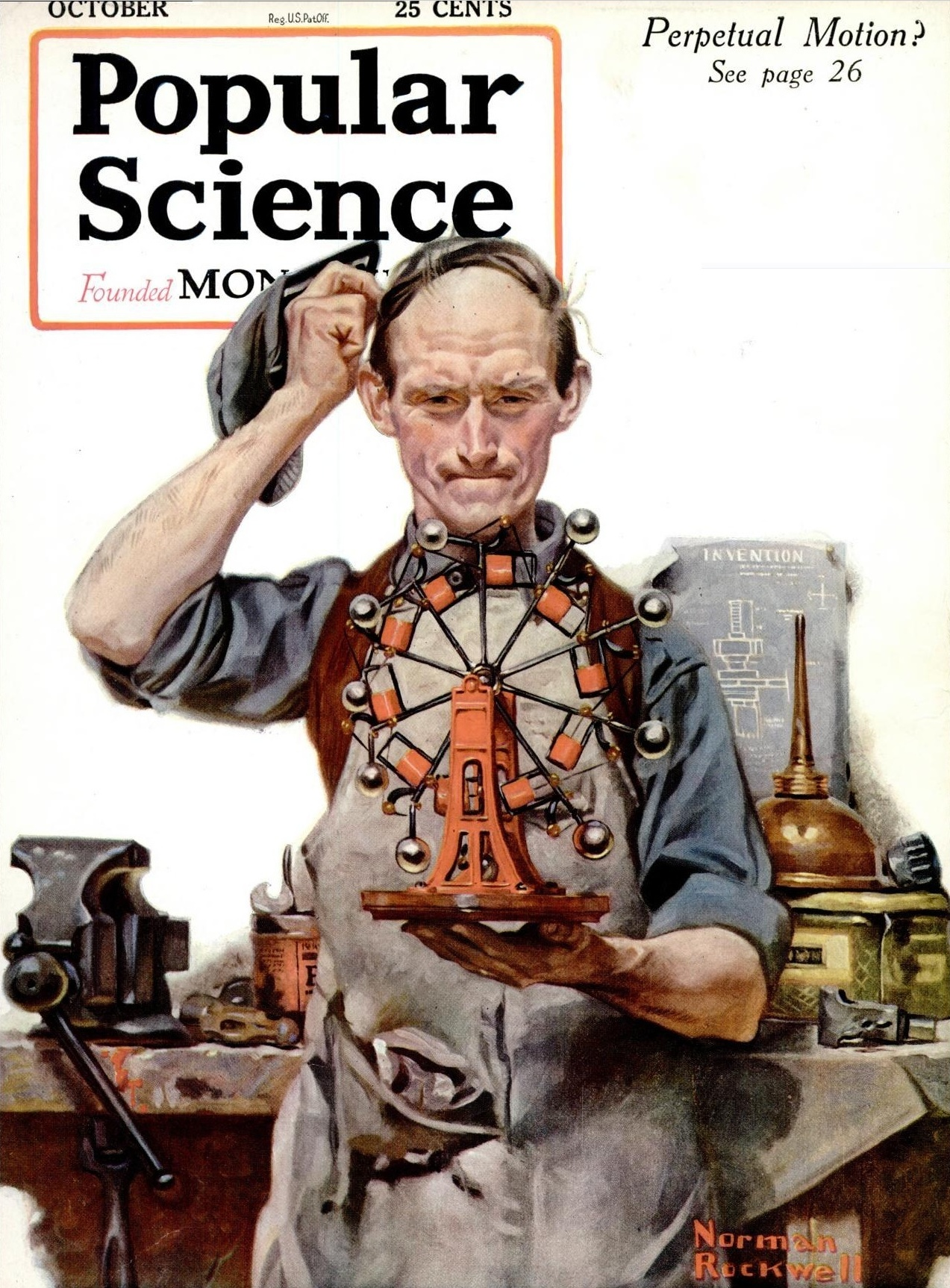
edición de octubre de 1920 de la revista Popular Science, sobre el movimiento perpetuo. Aunque los científicos han establecido que son imposibles según las leyes de la física, el movimiento perpetuo sigue capturando la imaginación de los inventores. El dispositivo mostrado es un dispositivo de "palanca de masa", en el que las pesas esféricas de la derecha tienen más palanca que las de la izquierda, creando supuestamente una rotación perpetua. Sin embargo, hay un mayor número de pesas a la izquierda, equilibrando el dispositivo.

La "imposibilidad epistémica" describe cosas que absolutamente no pueden ocurrir dentro de nuestra formulación actual de las leyes físicas. Esta interpretación de la palabra "imposible" es lo que se pretende en los debates sobre la imposibilidad del movimiento perpetuo en un sistema cerrado.
Las leyes de conservación son especialmente sólidas desde el punto de vista matemático. El Teorema de Noether, que fue probado matemáticamente en 1915, afirma que cualquier ley de conservación puede derivarse de una simetría continua correspondiente de la acción de un sistema físico. La simetría que equivale a la conservación de la energía es la invariancia temporal de las leyes físicas.   Por lo tanto, si las leyes de la física no cambian con el tiempo, entonces se sigue la conservación de la energía.  Para que la conservación de la energía sea violada para permitir el movimiento perpetuo requeriría que los fundamentos de la física cambiaran.
Las investigaciones científicas sobre si las leyes de la física son invariables a lo largo del tiempo utilizan telescopios para examinar el universo en el pasado lejano y descubrir, hasta los límites de nuestras mediciones, si las estrellas antiguas eran idénticas a las estrellas actuales. Combinando diferentes mediciones como la espectroscopia, la medición directa de la velocidad de la luz en el pasado y mediciones similares se demuestra que la física ha permanecido sustancialmente igual, si no idéntica, durante todo el tiempo observable que abarca miles de millones de años.
Los principios de la termodinámica están tan bien asentados, tanto teórica como experimentalmente, que las propuestas de máquinas de movimiento perpetuo suscitan la incredulidad general de los físicos. Cualquier propuesta de diseño de movimiento perpetuo ofrece un reto potencialmente instructivo a los físicos: uno está seguro de que no puede funcionar, por lo que debe explicar cómo no funciona. La dificultad (y el valor) de este ejercicio depende de la sutileza de la propuesta; las mejores suelen surgir de los propios experimentos mentales de los físicos y a menudo arrojan luz sobre ciertos aspectos de la física. Así, por ejemplo, el experimento mental de un trinquete browniano como máquina de movimiento perpetuo fue discutido por primera vez por Gabriel Lippmann en 1900, pero no fue hasta 1912 cuando Marian Smoluchowski dio una explicación adecuada de por qué no puede funcionar. Sin embargo, durante ese periodo de doce años los científicos no creían que la máquina fuera posible. Simplemente desconocían el mecanismo exacto por el que inevitablemente fallaría.

La ley de que la entropía siempre aumenta ocupa, en mi opinión, la posición suprema entre las leyes de la Naturaleza. Si alguien te dice que tu teoría favorita del universo no concuerda con las ecuaciones de Maxwell, peor para las ecuaciones de Maxwell. Si la observación la contradice, bueno, los experimentadores a veces meten la pata. Pero si se descubre que su teoría va en contra de la segunda ley de la termodinámica, no puedo darle ninguna esperanza; no le queda más remedio que derrumbarse en la más profunda humillación.
Sir Arthur Stanley Eddington, The Nature of the Physical World (1927)

A mediados del siglo XIX, Henry Dircks investigó la historia de los experimentos de movimiento perpetuo y escribió un ataque vitriólico contra quienes seguían intentando lo que él creía imposible:

"Hay algo lamentable, degradante y casi insano en perseguir los esquemas visionarios de épocas pasadas con obstinada determinación, en caminos del saber que han sido investigados por mentes superiores, y que tales aventureros desconocen por completo. La historia del Movimiento Perpetuo es la historia de la temeridad de personas medio ignorantes o totalmente ignorantes."
Henry Dircks, Perpetuum Mobile: Or, A History of the Search for Self-motive (1861)

### Técnicas
Un día el hombre conectará su aparato a las mismas ruedas del universo [...] y las mismas fuerzas que motivan a los planetas en sus órbitas y los hacen girar harán girar su propia maquinaria.
Nikola Tesla

Algunas ideas comunes se repiten una y otra vez en los diseños de las máquinas de movimiento perpetuo. Muchas ideas que siguen apareciendo hoy en día fueron expuestas ya en 1670 por John Wilkins, Obispo de Chester y funcionario de la Royal Society. Esbozó tres fuentes potenciales de energía para una máquina de movimiento perpetuo, "Chymical [sic] Extracciones", "Virtudes magnéticas" y "la afección natural de la gravedad".
La aparentemente misteriosa capacidad de los imanes para influir en el movimiento a distancia sin ninguna fuente de energía aparente ha atraído a los inventores durante mucho tiempo. Uno de los primeros ejemplos de motor magnético fue propuesto por Wilkins y ha sido ampliamente copiado desde entonces: consiste en una rampa con un imán en la parte superior, que tiraba de una bola de metal hacia arriba por la rampa. Cerca del imán había un pequeño orificio que debía permitir que la bola cayera por debajo de la rampa y volviera a la parte inferior, donde una aleta le permitía regresar de nuevo a la parte superior. Sin embargo, si el imán debe ser lo suficientemente fuerte como para arrastrar la bola por la rampa, no puede ser lo suficientemente débil como para permitir que la gravedad la arrastre a través del agujero. Ante este problema, las versiones más modernas suelen utilizar una serie de rampas e imanes, colocados de forma que la bola vaya pasando de un imán a otro a medida que se desplaza. El problema sigue siendo el mismo.

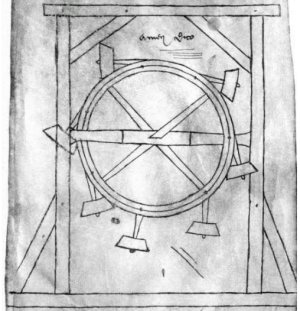
Perpetuum Mobile de Villard de Honnecourt (hacia 1230).

La "Rueda de Sobrepeso", anotada con las distancias de los pesos desde la línea central mostrando que los pares en ambos lados se igualan en promedio.

La gravedad también actúa a distancia, sin una fuente de energía aparente, pero para obtener energía de un campo gravitatorio (por ejemplo, dejando caer un objeto pesado, produciendo energía cinética al caer) hay que poner energía (por ejemplo, levantando el objeto), y siempre se disipa algo de energía en el proceso. Una aplicación típica de la gravedad en una máquina de movimiento perpetuo es la rueda de Bhaskara en el siglo XII, cuya idea clave es en sí misma un tema recurrente, a menudo llamado la rueda sobreequilibrada: pesos móviles están unidos a una rueda de tal manera que caen a una posición más alejada del centro de la rueda para una mitad de la rotación de la rueda, y más cerca del centro para la otra mitad. Como los pesos más alejados del centro aplican un par mayor, se pensó que la rueda giraría eternamente. Sin embargo, como el lado con pesos más alejados del centro tiene menos pesos que el otro lado, en ese momento, el par se equilibra y no se consigue el movimiento perpetuo. Los pesos móviles pueden ser martillos sobre brazos pivotantes, o bolas rodantes, o mercurio en tubos; el principio es el mismo.

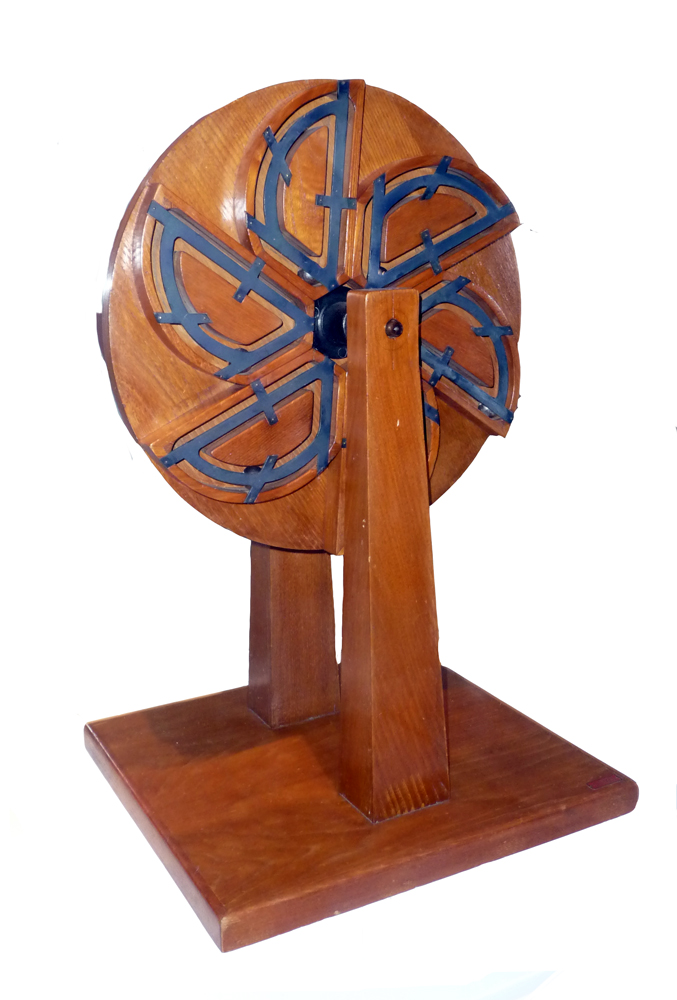
Ruedas de movimiento perpetuo de un dibujo de Leonardo da Vinci.

Otra máquina teórica implica un entorno sin fricción para el movimiento. Se trata de utilizar la levitación diamagnética o levitación electromagnética para hacer flotar un objeto. Esto se hace en un vacío para eliminar la fricción del aire y la fricción de un eje. El objeto levitado queda entonces libre para girar alrededor de su centro de gravedad sin interferencias. Sin embargo, esta máquina no tiene ningún propósito práctico porque el objeto girado no puede realizar ningún trabajo, ya que el trabajo requiere que el objeto levitado provoque movimiento en otros objetos, lo que introduce la fricción en el problema. Además, un vacío perfecto es un objetivo inalcanzable, ya que tanto el recipiente como el propio objeto se vaporizarían lentamente, degradando así el vacío.
Para extraer trabajo del calor, produciendo así una máquina de movimiento perpetuo del segundo tipo, el enfoque más común (que se remonta al menos al demonio de Maxwell) es la unidireccionalidad. Sólo las moléculas que se mueven lo suficientemente rápido y en la dirección correcta pueden atravesar la trampilla del demonio. En un trinquete browniano, las fuerzas que tienden a girar el trinquete en un sentido pueden hacerlo mientras que las fuerzas en el otro sentido no. Un diodo en un baño de calor permite el paso de corrientes en una dirección y no en la otra. Estos esquemas suelen fallar de dos maneras: o bien mantener la unidireccionalidad cuesta energía (lo que requiere que el demonio de Maxwell realice más trabajo termodinámico para medir la velocidad de las moléculas que la cantidad de energía ganada por la diferencia de temperatura causada) o bien la unidireccionalidad es una ilusión y las grandes violaciones ocasionales compensan las pequeñas no violaciones frecuentes (el trinquete browniano estará sujeto a fuerzas brownianas internas y, por lo tanto, a veces girará en la dirección equivocada).
La flotabilidad es otro fenómeno frecuentemente malinterpretado. Algunas propuestas de máquinas de movimiento perpetuo pasan por alto el hecho de que empujar un volumen de aire hacia abajo en un fluido requiere el mismo trabajo que elevar un volumen correspondiente de fluido contra la gravedad. Este tipo de máquinas pueden constar de dos cámaras con pistones y un mecanismo para expulsar el aire de la cámara superior a la inferior, que flota hacia arriba. El mecanismo de compresión en estos diseños no sería capaz de realizar suficiente trabajo para mover el aire hacia abajo, o no dejaría ningún exceso de trabajo disponible para ser extraído.

## Experimentos mentales
En física teórica, es frecuente la utilización de experimentos mentales para comprobar los límites del conocimiento de las leyes físicas. Algunos de estos experimentos llevarían a un móvil perpetuo, y son:
- El demonio de Maxwell: se trata de violar el segundo principio, al separar dos gases mezclados, introduciendo un hipotético demonio que fuera moviendo las moléculas de los gases hacia el lugar apropiado. Sirve para entender mejor la relación entre entropía e información.
- El trinquete de Brown de Richard Feynman: un «móvil perpetuo» que extrae trabajo a partir de fluctuaciones térmicas, aparentando funcionar eternamente, aunque realmente sólo lo haga mientras el entorno esté más caliente que el trinquete.

## Intentos de móvil perpetuo
La invención de los móviles perpetuos es el pasatiempo favorito de muchos excéntricos, que con frecuencia terminan con elaboradas máquinas al estilo Rube Goldberg, Heath Robinson, o los inventos del TBO. Aunque estos inventos parezcan funcionar sobre el papel, tienen siempre fallos u ocultan fuentes de energía externa que los hacen inútiles en la práctica.
Principalmente estos inventos, para impulsar la máquina, se utilizan fuerzas como la gravitacional, campos magnéticos, la diferencia en la densidad de los objetos, creyendo estas ser capaces de impulsar continuamente el móvil.

## Diseño de Leonardo da Vinci
Leonardo da Vinci diseñó un sistema que demostraba la imposibilidad del movimiento perpetuo. Según él, cualquier instrumento elaborado por el hombre no podría producir un movimiento perpetuo, dado el experimento que realizó sobre una rueda y pesos.